# Nordfyns gymnasium
Nordfyns gymnasium är en gymnasieskola i Søndersø, Danmark. Skolan har omkring 500 elever och grundades 1979, ursprungligen under namnet Søndersø gymnasium.